# Cunegonda di Slavonia

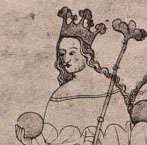
Cunegonda di Slavonia.

Cunegonda di Slavonia, in ceco Kunhuta (1245 – 9 settembre 1285), fu regina consorte e reggente del trono di Boemia dal 1278 alla sua morte. Era un membro del casato dei Chernigov e figlia del re di Slavonia.

## Biografia
Nacque presumibilmente in Russia, nei domini del nonno paterno Michael di Chernigov, Gran principe di Kiev, da Rostislav Mihailovič, futuro regnante di Belgrado e Slavonia, a da sua moglie Anna d'Ungheria. Dopo la morte del nonno paterno, la famiglia di Cunegonda si trasferì in Ungheria, dove il nonno paterno, Bela IV d'Ungheria, nominò suo padre governatore di alcune regioni di lingua serba site nella Valle del Danubio. Suo padre si autoproclamò imperatore di Bulgaria nel 1256 ma non rimase a difendere il suo titolo.
Cunegonda sposò il re Ottocaro II di Boemia a Bratislava il 25 ottobre 1261, a seguito del suo divorzio da Margherita di Babenberg (circa 1204 - 1266) che era molto più anziana e ormai  sterile (aveva avuto due figli, ma dal primo marito Enrico VII di Hohenstaufen), e quindi incapace di dare una discendenza al re.

## Regina
Erede diretta dei Babenberg asserì i suoi diritti sull'Austria contro Ottocaro. Il nonno della giovane Cunegonda Bela IV era stato un nemico di Ottocaro.
Il re ceco Ottocaro, nel 1278, provò a recuperare le terre perse riprendendole a Rodolfo I d'Asburgo. Egli realizzò delle alleanze e radunò un grande esercito, ma venne sconfitto ed ucciso da Rodolfo nella Battaglia di Marchfeld sul fiume Morava il 26 agosto 1278.
La Moravia venne assoggettata e passò sotto il comando di Rodolfo, lasciando a Cunegonda, neo regina reggente di Boemia, soltanto alcuni territori nei dintorni di Praga, mentre il giovane Venceslao venne fidanzato e poi fatto sposare a una delle figlie di Rodolfo, Guta d'Asburgo.
Successivamente Cunegonda sposò in seconde nozze un ricco boemo, Zavish, signore di Falkenstejn e Rozmberk a Praga il 2 giugno 1284. Zavish le sopravvisse, e si sposò di nuovo.
Venceslao II, figlio di Cunegonda, divenne re della Boemia, e ottenne poi anche le corone di Polonia e Ungheria. Cunegonda fu la capostipite dei sovrani del Lussemburgo e della casata degli Asburgo.

## Discendenza
Cunegonda di Slavonia diede ad Ottocaro:
- Enrico (1262-1263)
- Cunegonda di Boemia (1265-1321), andata sposa al duca Boleslao II di Masovia
- Agnese (1268-1296), andata sposa a Rodolfo II d'Asburgo
- Venceslao, che divenne re di Boemia e di Polonia

## Ascendenza
|                             |                      |                       | Genitori                  |  |  | Nonni |  |  | Bisnonni            |  |  | Trisnonni               |  |
|                             |                      |                       |                           |  |  |       |  |  | Vsevolod IV di Kiev |  |  | Svjatoslav Vsevolodovič |  |
|                             |                      |                       |                           |  |  |       |  |  | Vsevolod IV di Kiev |  |  | Svjatoslav Vsevolodovič |  |
|                             |                      | Maria Vasilkovna      |                           |  |  |       |  |  | Vsevolod IV di Kiev |  |  |                         |  |
| Michele I, Granduca di Kiev |                      |                       |                           |  |  |       |  |  | Vsevolod IV di Kiev |  |  |                         |  |
|                             |                      | Maria di Polonia      | Casimiro II di Polonia    |  |  |       |  |  |                     |  |  |                         |  |
|                             |                      | Maria di Polonia      | Casimiro II di Polonia    |  |  |       |  |  |                     |  |  |                         |  |
|                             |                      | Maria di Polonia      | Elena di Znojmo           |  |  |       |  |  |                     |  |  |                         |  |
| Rostislav Michajlovič       |                      | Maria di Polonia      |                           |  |  |       |  |  |                     |  |  |                         |  |
|                             |                      | Roman Mstislavič      | Mstislav II di Kiev       |  |  |       |  |  |                     |  |  |                         |  |
|                             |                      | Roman Mstislavič      | Mstislav II di Kiev       |  |  |       |  |  |                     |  |  |                         |  |
|                             |                      | Roman Mstislavič      | Agnese di Polonia         |  |  |       |  |  |                     |  |  |                         |  |
| Elena Romanovna             |                      | Roman Mstislavič      |                           |  |  |       |  |  |                     |  |  |                         |  |
|                             |                      | Predslava Rurikovna   | Rjurik Rostislavič        |  |  |       |  |  |                     |  |  |                         |  |
|                             |                      | Predslava Rurikovna   | Rjurik Rostislavič        |  |  |       |  |  |                     |  |  |                         |  |
|                             |                      | Predslava Rurikovna   | Anna Jur'evna di Turov    |  |  |       |  |  |                     |  |  |                         |  |
| Cunegonda di Slavonia       |                      | Predslava Rurikovna   |                           |  |  |       |  |  |                     |  |  |                         |  |
|                             | Andrea II d'Ungheria | Béla III d'Ungheria   |                           |  |  |       |  |  |                     |  |  |                         |  |
|                             | Andrea II d'Ungheria | Béla III d'Ungheria   |                           |  |  |       |  |  |                     |  |  |                         |  |
|                             | Andrea II d'Ungheria | Agnese d'Antiochia    |                           |  |  |       |  |  |                     |  |  |                         |  |
| Béla IV d'Ungheria          | Andrea II d'Ungheria |                       |                           |  |  |       |  |  |                     |  |  |                         |  |
|                             |                      | Gertrude di Merania   | Bertoldo IV d'Andechs     |  |  |       |  |  |                     |  |  |                         |  |
|                             |                      | Gertrude di Merania   | Bertoldo IV d'Andechs     |  |  |       |  |  |                     |  |  |                         |  |
|                             |                      | Gertrude di Merania   | Agnese di Rochlitz        |  |  |       |  |  |                     |  |  |                         |  |
| Anna d'Ungheria             |                      | Gertrude di Merania   |                           |  |  |       |  |  |                     |  |  |                         |  |
|                             |                      | Teodoro I Lascaris    | …                         |  |  |       |  |  |                     |  |  |                         |  |
|                             |                      | Teodoro I Lascaris    | …                         |  |  |       |  |  |                     |  |  |                         |  |
|                             |                      | Teodoro I Lascaris    | …                         |  |  |       |  |  |                     |  |  |                         |  |
| Maria Lascaris di Nicea     |                      | Teodoro I Lascaris    |                           |  |  |       |  |  |                     |  |  |                         |  |
|                             |                      | Anna Comnena Angelina | Alessio III Angelo        |  |  |       |  |  |                     |  |  |                         |  |
|                             |                      | Anna Comnena Angelina | Alessio III Angelo        |  |  |       |  |  |                     |  |  |                         |  |
|                             |                      | Anna Comnena Angelina | Eufrosina Ducena Camatera |  |  |       |  |  |                     |  |  |                         |  |
|                             |                      | Anna Comnena Angelina |                           |  |  |       |  |  |                     |  |  |                         |  |